# کارل سارجنت
کارل سارجنت (انگلیسی: Carl Sargent; ۱۱ دسامبر ۱۹۵۲ – ۱۲ سپتامبر ۲۰۱۸) نویسنده، و طراح بازی اهل بریتانیا بود.